# 马提尼安努斯
马提尼安努斯（英語：Martinian，？—325年）是公元324年7月到9月间的罗马皇帝。在李锡尼与君士坦丁一世的内战中，他被皇帝李锡尼擢升为东部皇帝，在此之前他一直担任高级官僚。在君士坦丁一世击败这两位皇帝并逼迫他们退位后，仅展现了些许仁慈便将他们处决。

## 姓名
马提尼安努斯的全名并未得到证实，因为在钱币上展现的是其缩写。在他的通用名之前的名字“Mar”可能代表氏族名“Marcius”，也有可能是绰号或父传名“Martinus”。一组硬币中的字母“S”被解释为名字“Sextus”，但一些现代学者认为它与字母“C”一起只是帝国头衔“凯撒”的缩写。

## 崛起
324年，当李锡尼与君士坦丁一世之间的第二次内战如火如荼时，前者的处境充满了不确定性。在阿德里安堡之战中战败后，李锡尼决定找人替代君士坦丁（名义上）西部奥古斯都的地位。君士坦丁一世有其长子克里斯普斯作为自己的忠实副手，而李锡尼一直缺乏一位这样的人。为弥补这一缺陷，在与君士坦丁的早期战争中，李锡尼曾指定瓦莱里乌斯·瓦伦斯为自己的共治皇帝，与此类似，此时他决定指定马提尼安努斯为自己的共治皇帝。
324年7月3日，马提尼安努斯被拔擢为共治皇帝。在此之前，他曾是李锡尼宫廷的行政长官（magister officiorum）。

## 军事生涯
从阿德里安堡的战败中醒悟后，李锡尼派遣马提尼安努斯率领一支军队（包含一支西哥特人辅助部队）到兰普萨库斯（位于达达尼尔海峡的亚洲沿岸）去阻止君士坦丁的舰队干涉从特雷斯到安纳托利亚的密西亚和比提尼亚的航道。
在达达尼尔海峡的一场海战中，李锡尼的舰队战败于克里斯普斯之手。战败后，前者从正在被君士坦丁围攻的拜占庭撤退至博斯普鲁斯海峡亚洲沿岸的迦克墩。接着，君士坦丁利用独立的小型舰队跨越博斯普鲁斯海峡到安纳托利亚，以避开马提尼安努斯的部队。李锡尼命令马提尼安努斯从兰普萨库斯赶来增援他的主力部队。
324年9月18日，李锡尼在其最终之战——克里索波利斯之战中战败，自始至終不知道马提尼安努斯在此之前是否及时赶到了战场。

## 结局
在君士坦提娅（Flavia Julia Constantia，君士坦丁一世的姐姐、李锡尼的妻子）的介入下，李锡尼与马提尼安努斯起初都被赦免了。李锡尼被囚禁于塞萨洛尼基，马提尼安努斯被囚禁于卡帕多细亚。然而，君士坦丁似乎很快便反悔了，两名前任皇帝被顺次处决。马提尼安努斯很可能于公元325年春天在卡帕多细亚被处决。